# (6056) Donatello
(6056) Donatello ist ein Asteroid des mittleren Hauptgürtels, der am 16. Oktober 1977 von dem niederländischen Astronomenehepaar Cornelis Johannes van Houten und Ingrid van Houten-Groeneveld entdeckt wurde. Die Entdeckung geschah im Rahmen der 3. Trojaner-Durchmusterung, bei der von Tom Gehrels mit dem 120-cm-Oschin-Schmidt-Teleskop des Palomar-Observatoriums aufgenommene Feldplatten an der Universität Leiden durchmustert wurden, 17 Jahre nach Beginn des Palomar-Leiden-Surveys.
Der Asteroid wurde am 5. März 1996 nach Donato di Niccolò di Betto Bardi benannt, bekannt als Donatello, einem Bildhauer, der mit Luca della Robbia und Lorenzo Ghiberti zu den Begründern der Frührenaissance in Florenz gehörte. Nach Luca della Robbia ist der Asteroid des äußeren Hauptgürtels (6057) Robbia benannt, nach Lorenzo Ghiberti der Asteroid des inneren Hauptgürtels (6054) Ghiberti.